# ATP World Tour Finals 2015
De ATP World Tour Finals 2015 werden van 15 tot en met 22 november 2015 gehouden in The O2 Arena in Londen. Er werd indoor op hardcourtbanen gespeeld. Het deelnemersveld bestond uit de beste acht spelers/dubbels van de ATP Rankings. De titelverdediger in het enkelspel, Novak Đoković, won opnieuw het toernooi. In het dubbelspel verloren de titelverdedigers Bob en Mike Bryan in de halve finale van de latere toernooiwinnaars Jean-Julien Rojer en Horia Tecău.
Het toernooi van 2015 trok 262.894 toeschouwers.

## Enkelspel
| Ranking | Speler             | Prestatie    |
| ------- | ------------------ | ------------ |
| 1.      | Novak Đoković      | Winnaar      |
| 2.      | Andy Murray        | Round Robin  |
| 3.      | Roger Federer      | Runner-up    |
| 4.      | Stanislas Wawrinka | Halve finale |
| 5.      | Rafael Nadal       | Halve finale |
| 6.      | Tomáš Berdych      | Round Robin  |
| 7.      | David Ferrer       | Round Robin  |
| 8.      | Kei Nishikori      | Round Robin  |

| Resultaat                     | Prijzengeld    | ATP-punten |
| ----------------------------- | -------------- | ---------- |
| Winnaar                       | GF+ $1.560.000 | GF+900     |
| Finale                        | GF+ $510.000   | GF+400     |
| Round Robin (per overwinning) | $167.000       | 200        |
| Deelnemers                    | $167.000       |            |
| Vervangers                    | $85.000        |            |

### Groepsfase
De eindstand in de groepsfase wordt bepaald door achtereenvolgend te kijken naar eerst het aantal overwinningen in combinatie met het aantal wedstrijden. Mochten er dan twee spelers gelijk staan wordt er naar het onderling resultaat gekeken. Mocht het aantal overwinningen en wedstrijden bij drie of vier spelers gelijk wordt er gekeken naar het percentage gewonnen sets en eventueel gewonnen games. Als er dan nog steeds geen ranglijst opgemaakt kan worden dan beslist de wedstrijdcommissie.

#### Groep Stan Smith
|               |               | Uitslag       |
| ------------- | ------------- | ------------- |
| Novak Đoković | Kei Nishikori | 6–1, 6–1      |
| Roger Federer | Tomáš Berdych | 6–4, 6–2      |
| Tomáš Berdych | Kei Nishikori | 5-7, 6-3, 3-6 |
| Novak Đoković | Roger Federer | 5-7, 2-6      |
| Roger Federer | Kei Nishikori | 7-5, 4-6, 6-4 |
| Novak Đoković | Tomáš Berdych | 6−3, 7-5      |

| Nr. | Speler        | Wedstrijd W - V | Sets W - V | Games W - V |
| --- | ------------- | --------------- | ---------- | ----------- |
| 1   | Roger Federer | 3-0             | 6-1        | 42-28       |
| 2   | Novak Đoković | 2-1             | 4-2        | 32-23       |
| 3   | Kei Nishikori | 1-2             | 3-5        | 33-43       |
| 4   | Tomáš Berdych | 0-3             | 1-6        | 28-41       |

#### Groep Ilie Năstase
|                    |                    | Uitslag          |
| ------------------ | ------------------ | ---------------- |
| Andy Murray        | David Ferrer       | 6–4, 6–4         |
| Stanislas Wawrinka | Rafael Nadal       | 3-6, 2-6         |
| Andy Murray        | Rafael Nadal       | 4-6, 1-6         |
| Stanislas Wawrinka | David Ferrer       | 7–5, 6-2         |
| Rafael Nadal       | David Ferrer       | 6-7(2), 6–3, 6–4 |
| Andy Murray        | Stanislas Wawrinka | 6-7(4), 4-6      |

| Nr. | Speler             | Wedstrijd W - V | Sets W - V | Games W - V |
| --- | ------------------ | --------------- | ---------- | ----------- |
| 1   | Rafael Nadal       | 3-0             | 6-1        | 42-24       |
| 2   | Stanislas Wawrinka | 2-1             | 4-2        | 31-29       |
| 3   | Andy Murray        | 1-2             | 2-4        | 27-33       |
| 4   | David Ferrer       | 0-3             | 1-6        | 29-43       |

### Knock-outfase
|  | Halve finale | Halve finale       | Halve finale  | Halve finale | Halve finale |              |               | Finale | Finale | Finale | Finale | Finale |
|  |              |                    |               |              |              |              |               |        |        |        |        |        |
|  | 3            | Roger Federer      | 7             | 6            |              |              |               |        |        |        |        |        |
|  | 4            | Stanislas Wawrinka | 5             | 3            |              |              |               |        |        |        |        |        |
|  | 4            | Stanislas Wawrinka | 5             | 3            |              | 3            | Roger Federer | 3      | 4      |        |        |        |
|  |              |                    |               |              |              | 3            | Roger Federer | 3      | 4      |        |        |        |
|  |              | 1                  | Novak Đoković | 6            | 6            |              |               |        |        |        |        |        |
|  | 2            | 1                  | Novak Đoković | 6            | 6            | Rafael Nadal | 3             | 3      |        |        |        |        |
|  | 2            |                    |               |              |              | Rafael Nadal | 3             | 3      |        |        |        |        |
|  | 1            | Novak Đoković      | 6             | 6            |              |              |               |        |        |        |        |        |

## Dubbelspel
| Ranking | Spelers                             | Prestatie    |
| ------- | ----------------------------------- | ------------ |
| 1.      | Bob Bryan Mike Bryan                | Halve finale |
| 2.      | Jean-Julien Rojer Horia Tecău       | Winnaars     |
| 3.      | Ivan Dodig Marcelo Melo             | Halve finale |
| 4.      | Jamie Murray John Peers             | Round Robin  |
| 5.      | Simone Bolelli Fabio Fognini        | Round Robin  |
| 6.      | Pierre-Hugues Herbert Nicolas Mahut | Round Robin  |
| 7.      | Marcin Matkowski Nenad Zimonjić     | Round Robin  |
| 8.      | Rohan Bopanna Florin Mergea         | Runner-up    |

| Resultaat                     | Prijzengeld   | ATP-punten |
| ----------------------------- | ------------- | ---------- |
| Winnaars                      | GF+ $ 245.000 | GF+900     |
| Finale                        | GF+ $83.000   | GF+400     |
| Round Robin (per overwinning) | $32.000       | 200        |
| Deelnemers                    | $82.000       |            |
| Vervangers                    | $32.000       |            |

### Groepsfase
De eindstand in de groepsfase wordt bepaald door achtereenvolgend te kijken naar eerst het aantal overwinningen in combinatie met het aantal wedstrijden. Mochten er dan twee koppels gelijk staan wordt er naar het onderling resultaat gekeken. Mocht het aantal overwinningen en wedstrijden bij drie of vier koppels gelijk wordt er gekeken naar het percentage gewonnen sets en eventueel gewonnen games. Als er dan nog steeds geen ranglijst opgemaakt kan worden dan beslist de wedstrijdcommissie.

#### Groep Ashe/Smith
|                              |                              | Uitslag             |
| ---------------------------- | ---------------------------- | ------------------- |
| Jamie Murray John Peers      | Simone Bolelli Fabio Fognini | 7-6(5), 3–6, [11–9] |
| Bob Bryan Mike Bryan         | Rohan Bopanna Florin Mergea  | 4-6, 3-6            |
| Jamie Murray John Peers      | Rohan Bopanna Florin Mergea  | 3-6, 6–7(5)         |
| Bob Bryan Mike Bryan         | Simone Bolelli Fabio Fognini | 6-3, 6-2            |
| Simone Bolelli Fabio Fognini | Rohan Bopanna Florin Mergea  | 6-4, 16, [10-5]     |
| Bob Bryan Mike Bryan         | Jamie Murray John Peers      | 6-3, 7−5            |

| Nr. | Speler                       | Wedstrijd W - V | Sets W - V | Games W - V |
| --- | ---------------------------- | --------------- | ---------- | ----------- |
| 1   | Rohan Bopanna Florin Mergea  | 2-1             | 5-2        | 35-24       |
| 2   | Bob Bryan Mike Bryan         | 2-1             | 4-3        | 33-30       |
| 3   | Jamie Murray John Peers      | 1-2             | 3-5        | 33-39       |
| 4   | Simone Bolelli Fabio Fognini | 1-2             | 3-5        | 25-33       |

#### Groep Fleming/McEnroe
|                                     |                                     | Uitslag             |
| ----------------------------------- | ----------------------------------- | ------------------- |
| Jean-Julien Rojer Horia Tecău       | Marcin Matkowski Nenad Zimonjić     | 6-2, 6-4            |
| Ivan Dodig Marcelo Melo             | Pierre-Hugues Herbert Nicolas Mahut | 3-6, 7-6(4), [10-7] |
| Pierre-Hugues Herbert Nicolas Mahut | Marcin Matkowski Nenad Zimonjić     | 5-7, 6-3, [10-8]    |
| Jean-Julien Rojer Horia Tecău       | Ivan Dodig Marcelo Melo             | 6-4, 7-6(3)         |
| Ivan Dodig Marcelo Melo             | Marcin Matkowski Nenad Zimonjić     | 3-6, 7-5, [10-6]    |
| Jean-Julien Rojer Horia Tecău       | Pierre-Hugues Herbert Nicolas Mahut | 6-4, 7-5            |

| Nr. | Speler                              | Wedstrijd W - V | Sets W - V | Games W - V |
| --- | ----------------------------------- | --------------- | ---------- | ----------- |
| 1   | Jean-Julien Rojer Horia Tecău       | 3-0             | 6-0        | 38-25       |
| 2   | Ivan Dodig Marcelo Melo             | 2-1             | 4-4        | 32-36       |
| 3   | Pierre-Hugues Herbert Nicolas Mahut | 1-2             | 3-5        | 33-34       |
| 4   | Marcin Matkowski Nenad Zimonjić     | 0-3             | 2-6        | 27-35       |

### Knock-outfase
|  | Halve finale | Halve finale                | Halve finale                  | Halve finale | Halve finale |                               |                             | Finale | Finale | Finale | Finale | Finale |
|  |              |                             |                               |              |              |                               |                             |        |        |        |        |        |
|  | 8            | Rohan Bopanna Florin Mergea | 6                             | 6            |              |                               |                             |        |        |        |        |        |
|  | 7            | Ivan Dodig Marcelo Melo     | 4                             | 2            |              |                               |                             |        |        |        |        |        |
|  | 7            | Ivan Dodig Marcelo Melo     | 4                             | 2            |              | 8                             | Rohan Bopanna Florin Mergea | 4      | 3      |        |        |        |
|  |              |                             |                               |              |              | 8                             | Rohan Bopanna Florin Mergea | 4      | 3      |        |        |        |
|  |              | 2                           | Jean-Julien Rojer Horia Tecău | 6            | 6            |                               |                             |        |        |        |        |        |
|  | 2            | 2                           | Jean-Julien Rojer Horia Tecău | 6            | 6            | Jean-Julien Rojer Horia Tecău | 6                           | 6      |        |        |        |        |
|  | 2            |                             |                               |              |              | Jean-Julien Rojer Horia Tecău | 6                           | 6      |        |        |        |        |
|  | 1            | Bob Bryan Mike Bryan        | 4                             | 4            |              |                               |                             |        |        |        |        |        |